# Sepp Baumgartner (Politiker)
Sepp Baumgartner (* 18. Juli 1922 in Salzburg, Österreich; † 26. Dezember 2010) war ein österreichischer Politiker der Freiheitlichen Partei Österreichs (FPÖ).

## Ausbildung
Nach Schulzeit und Besuch der Lehrerbildungsanstalt Salzburg leistete Baumgartner seinen Kriegsdienst (1941 bis 1945) während des Zweiten Weltkriegs. An der Universität Salzburg absolvierte er von 1963 bis 1968 ein Studium der Pädagogik, Psychologie, Philosophie und Politikwissenschaften mit der Promotion zum Doktor (Dr. phil.).

## Schuldienst
Während der Nachkriegsjahre (1945 bis 1948) war Sepp Baumgartner Volksschullehrer in Altenmarkt im Pongau und Filzmoos sowie von 1948 bis 1950 Direktor der einklassigen Volksschule in Wegscheid bei Abtenau. In Salzburg leitete er ab 1950 die Schulversuchsklasse an der Lehrerbildungsanstalt, und von 1972 bis 1978 war er Abteilungsvorstand für die Haupt- und Sonderschullehrerausbildung an der Pädagogischen Akademie in Salzburg.
In den Jahren von 1972 bis 1981 war Baumgartner Obmann des Freiheitlichen Salzburger Landes-Lehrervereins.

## Politik
Sepp Baumgartner war von 1975 bis 1983 Mitglied des Landesparteivorstandes der FPÖ Salzburg und 1978 bis 1980 Mitglied der FPÖ-Bundesparteileitung. Als Nachfolger von Walter Leitner bekleidete Baumgartner 1978 bis 1983 das Amt des Landesrats für Fremdenverkehr, Heimatpflege und Straßenbau.